# Vladislav Stoianov
Vladislav Stoianov (în bulgară Владислав Стоянов; n. 8 iunie 1987) este un fotbalist bulgar care evoluează la clubul Ludogoreț Razgrad pe postul de portar. 